# Mahdi Amel
Hassan Abdullah Hamdan (en àrab: حسن عبد الله حمدان), més conegut pel pseudònim de Mahdi Amel o Mahdi 'Amel (en àrab: مهدي عامل), (Harouf, 1936 - Beirut, 18 de maig de 1987) fou un professor universitari i activista polític comunista libanès. Fou un dels pensadors marxistes més influents en el món àrab del segle xx; les seves obres foren tant influents com respectades durant el seu temps.
Fou professor de filosofia a la Universitat Libanesa a Beirut i membre prominent tant del Partit Comunista Libanès com del Sindicat d'Escriptors Libanesos. També contribuí a la revista al-Tareeq, butlletí oficial del Partit Comunista Libanès. Amel fou assassinat relativament jove, a l'edat de 51, enmig de la violència i el caos de la Guerra civil libanesa (1975-1990), coneixent-se pocs indicis de l'autoria del crim.

## Orígens
Nascut l'any 1936 a Harouf, prop de la ciutat meridional libanesa de Nabatieh, els seus pares i els germans emigraren poc després a Beirut. Un cop a la capital libanesa, assistí a l'institut al-Maqasid. L'any 1956 començà els estudis universitaris a França, finalitzant-los amb doctorat de Filosofia de la Universitat de Lió. Just després, començà la implicació activa al Partit Comunista Libanès, unint-s'hi l'any 1960. Mentre estigué a França, també participà en un grup secret de comunistes àrabs. Tal com es desprenia de la seva capacitat intel·lectual, posseïa un major domini de la teoria marxista que la majoria d'altres activistes polítics àrabs del moment. El seu pseudònim, Mahdi Amel, ve de Jabal Amel, una regió muntanyosa predominantment xiïta del sud del Líban.

## Estada a Algèria
L'any 1963 emigrà amb la seva muller, Evelyne Brun, a la recentment independitzada Algèria. Mentre ella ensenyà francès, ell impartí classes sobre Frantz Fanon a la ciutat de Constantina, poc després de la mort del teòric antillà. Durant aquest temps, Amel escrigué diversos articles a la publicació Revolution Africaine, el primer dels quals fou sobre Fanon.
La seva estada a Algèria s'allargà durant 13 anys, fins al 1976. Durant aquest temps, el Partit Comunista Libanès obtingué especial reconeixement dins del Líban, operant cada vegada méslliurement de 1970 a 1975. El nombre de vagues i protestes estudiantils augmentà i el partit aconseguí mobilitzar a 50.000 persones per a protestar contra la privatització de l'educació. Aquesta situació de millora del partit comunista probablement l'animà a tornar al seu país.

## Retorn al Líban i al Partit Comunista
Després del seu retorn al Líban l'any 1976, començà a treballar de mestre en un institut per a noies. Més tard, canvià de feina per a esdevenir professor a jornada completa a l'Institut de Ciències Socials de la Universitat Libanesa. En ell ensenyà filosofia, política, i metodologies.
En aquells moments, també inicià les contribucions a al-Tareeq, el butlletí oficial del Partit Comunista Libanès. Pels articles que escrigué en aquesta revista començà a utilitzar el pseudònim a través del qual era més conegut (Mahdi ‘Amel).
Amel aconseguí grans tractes per impartir conferències de marxisme i participar en debats sobre temes d'actualitat amb pagesos d'arreu del país, especialment del sector del tabac. Com a resultat, assolí un gran respecte entre la classe treballadora rural del Líban. Fou així com a poc a poc anà assumint càrrecs de major responsabilitat dins del partit, finalment esdevenint membre del Comitè Central en la Cinquena Convenció, que se celebrà l'any 1987.

## Mort
Amel fou assassinat el 18 de maig de 1987, als 51 anys. Mentre caminava pel carrer d'Algèria, dos homes cridaren el seu nom. Un cop es donà la volta, li dispararen a cop de pistola i morí una mica més tard a l'hospital de la Universitat Americana de Beirut. L'assassinat deixà poques evidències de qui foren els responsables.

## Obres
L'any 1991 es publicà una col·lecció de la seva feina del període entre 1968 i 1973 sota el nom d'In Issues of Teaching and Educational Policies. En aquesta col·lecció, Mahdi descriu com el sistema educatiu libanès reprodueix el sectarisme i soscava l'educació global.

### Obres notables
D'entre els seus treballs acadèmics més notables, destaca la crítica, exitosa i considerablement respectada, que feu a l'orientalisme d'Edward Said considerant-lo una malinterpretació de l'obra de Marx.
- Theoretical Introductions to Study the influence of Socialism on the National Liberation Movement.
- Conflict of Arab Civilization or Conflict of Arab bourgeoisie?
- Theory in Political Practice: Research in the Causes of the Lebanese Civil War.
- Introduction to Critique of Sectarianism: The Palestinian Cause in the Ideology of the Lebanese Bourgeoisie.
- Marx in Edward Said's Orientalism: Intelligence for the West and Passion for the East?
- In the Process of Ibn Khaldun's School of Thought.
- Introduction to the Critique of Sectarianism in the Sectarian State.

### Poesia
Més enllà d'articles sobre marxisme i activisme polític, també fou l'autor d'alguns poemes, el qual signà sota el nom de «Hilal Buin Zaytoun».
- Time Improvisations
- The Space of N